# Conda
Conda é uma cidade e município angolano localizado na província do Cuanza Sul.
Tem 2.090 km², representando 3,6% do território da província, e cerca de 80 mil habitantes. É limitado a norte pelo município do Amboim, a leste pelo município do Ebo, a sul pelo município de Seles, e a oeste pelo município do Sumbe.
O município é constituído pela comuna-sede, correspondente à cidade de Conda, e pela comuna de Cunjo; além disso, subdivide-se em nas áreas administrativas de Assango II e Jombe, 16 rejedores e 128 bairros.

## Geografia
O clima predominante é tropical; as precipitações oscilam entre 1000 a 1100 mm da sede á região do Cunjo; a temperatura máxima varia entre 21 graus no leste a 25 graus no oeste; o período seco, cacimbo, inicia em maio, variando entre 4 a 6 meses, das regiões do oriente as do ocidente, prolongando-se até outubro.
Na organização geográfica e espacial da comuna-sede, o bairro mais populoso é o Imbungo, seguido do bairro Issana; outro bairro importante é o da Chiaca.

## Economia
Conda pertence a uma região de grande produção de café.
A mineração tem muita importância para o desenvolvimento econômico do município, havendo extração de quartzo e xisto. Outras áreas minerais ainda estão em estudo para exploração.
Já a extração madeireira também gera certa massa salarial para a população.

## Cultura e lazer
As águas termais de Tocota, a 5 km a norte da sede, na montanha da Carcaça, e Nhime, a 30 km a oeste, na serra do Engelo, além das belas quedas d'água da cachoeira da Binga, constituem, entre outras, as grandes áreas de lazer da região.